# 石牛界石刻
石牛界石刻，位于中国广东省肇庆市封开县江口镇台洞村石牛界，刻于清乾隆年间。该石刻包含两题，其一高0.46米、宽0.42米；其二高0.75米、宽0.18米。两题刻内容反映了当时的水旱自然灾害。2003年9月18日，列入封开县文物保护单位。